# 溪水薹草
溪水薹草（学名：Carex forficula）为莎草科薹草属的植物。分布于俄罗斯、日本、朝鲜以及中国大陆的辽宁、安徽、河北、吉林等地，生长于海拔770米至850米的地区，多生长在溪边、林下及潮湿处，目前尚未由人工引种栽培。